# Norra Orremossetjärnen
Norra Orremossetjärnen är en sjö i Årjängs kommun i Värmland och ingår i Göta älvs huvudavrinningsområde.